# Палкино (Глебовское сельское поселение)
В Рыбинском районе есть ещё одна деревня Палкино, в Октябрьском сельском поселении.
Палкино — деревня в Погорельском сельском округе Глебовского сельского поселения Рыбинского района Ярославской области.
Деревня расположена к востоку от центра сельского округа, села Погорелка. Здесь, среди в целом лесной местности, существует относительно большое поле, на северо-востоке которого стоят две близко расположенные деревни Палкино и Гришино. Гришино стоит восточнее Палкино, практически вплотную. В районе деревень в северном направлении протекают многочисленные ручьи, впадающие в Рыбинское водохранилище. Южнее Палкино стоит деревня Санино.
Деревня Палкина указана на плане Генерального межевания Рыбинского уезда 1792 года.
На 1 января 2007 года в деревне числилось 5 постоянных жителей. Почтовое отделение, расположенное в центре сельского округа, селе Погорелка, обслуживает в деревне Палкино 38 домов.